# دانييل روبنسون
دانييل روبنسون (بالإنجليزية: Danielle Robinson)‏ مواليد 10 مايو 1989 في سان خوسيه، هي لاعبة كرة سلة أمريكية. بدأت مسيرتها الاحترافية في سنة 2011. تم اختيارها من قبل فريق سان أنطونيو ستارز خلال الدرافت. تلعب مع فينيكس ميركوري في دوري الاتحاد الوطني لكرة السلة النسائية كلاعب هجوم خلفي. وتحمل الرقم 11. لعبت مع سان أنطونيو ستارز وفينيكس ميركوري.

## روابط خارجية
- دانييل روبنسون على موقع الاتحاد الوطني لكرة السلة النسائية (الإنجليزية)
- دانييل روبنسون على موقع كرة السلة الأوروبية.كوم (الإنجليزية)
- دانييل روبنسون على موقع كلية كرة السلة في سبورتس رفرنس.كوم (الإنجليزية)
- دانييل روبنسون على موقع بروبوليرز (الإنجليزية)
- دانييل روبنسون على موقع سبورتس رفرنس (الإنجليزية)